# 三少爺的劍 (2000年電視劇)
《三少爷的剑》（英語：The Sword of The Third Young Master）是靳德茂執導、海岩总監製的一部中国大陆武俠片，是何中华執導的首部武俠片，改編自古龍的同名小說。由海润影视集团出品，何中华任动作导演，何中华、俞飞鸿、霍思燕、張靜初领衔主演。2002年4月21日起在台湾民視首播。

## 劇情
大明建文四年，燕王朱棣叛乱，率军攻陷京师，建文帝下落不明，铁铉带着太子流亡，惨遭朝廷追捕。神剑山庄的三少爷谢晓峰为了保护太子，无奈将铁铉之子假扮，让真正的太子出逃，并当着叛军首领姚广孝的面杀害铁铉和他的儿子，他为报国背上了不忠不孝不义的骂名，神剑山庄庄主谢王孙不堪家门受辱，自尽身亡。同时谢晓峰也在人间蒸发，至此神剑山庄彻底一蹶不振，走向没落。
谢晓峰隐姓埋名，有家不能回、有亲不能认，受尽屈辱，落魄乡间，沦为「没用的阿吉」，终日以酒为伴，他流落妓院，遇上妓院裡卑微的妓女小麗。小麗虽然几次帮助谢晓峰，但却最终因谢晓峰而死。三少爺的舊情人慕容秋荻當年被對方悔婚，因愛生恨，最终嫁给锦衣卫指挥使紀綱，不久创立了江湖神秘组织「天尊」，不惜一切只為逼他出山。
慕容秋荻对谢晓峰的爱久久不能释怀，紀綱因为得不到慕容秋荻的心，因愛生恨，愈加仇恨谢晓峰，于是筹划了一场大阴谋，想把谢晓峰置于死地。神秘女子沉鱼成为新一任「天尊」，意图在武林上掀起一番腥风血雨。谢晓峰本不想再介入江湖，但正义和良知促使他面对新的挑战。一場惡鬥勢所難免。
「天下第一美人」纪情柔情似水，温婉如玉，谢晓峰无意间救了她一命，她就喜欢上了谢晓峰。但是谢晓峰的心里只有一个慕容秋荻，纪情等了很多年，加上有伤在身，在「夺命十三剑」燕十三的悉心照料下，两人渐生情愫，你侬我侬，燕十三和纪情结合，成为夫妻，有情人终成眷属。
朝廷告急，天尊和紀綱造反，欲谋朝篡位，慕容秋荻也被天尊无情杀害，三少爷谢晓峰悲痛欲绝，回归神剑山庄。在燕十三帮助下护国勤王，挫败了天尊和紀綱的阴谋。若干年后，在武当山上，燕十三为了纪情的伤势，前往求助武当掌门张三丰，谢晓峰与燕十三恰好相遇，二人约定要进行一场“真正”地比试，為证明谁才是真正的天下第一。

## 演员
- 何中华 饰 謝曉峰（三少爺、没用的阿吉）
- 俞飞鸿 饰 慕容秋荻，三少爺旧情人
- 霍思燕 饰 纪情（天下第一美人、燕十三之妻、紀綱之妹）
- 王千友 饰 燕十三
- 杨若兮 饰 小麗（娃娃），妓女
- 刘莉莉 饰 沉鱼（天尊），杀害慕容秋荻之人
- 孙梦泉 饰 小丽母亲
- 徐鸿达 飾 謝王孫（神劍山莊莊主、三少爺之父）
- 薛文成 饰 慕容正
- 景冰迦 饰 竹叶青
- 陈继铭 飾 紀綱（锦衣卫指挥使、慕容秋荻之丈夫）
- 陈龙 饰 丁小弟
- 張靜初 饰 朱芊芊（郡主）
- 张伊菡 饰 纪芙蓉（紀綱之女）
- 陈莹 饰 铁真真
- 何思融 饰 苗梦环
- 戴春荣 饰 吕香华
- 程泓 饰 铁铉
- 刘大刚 饰 姚广孝
- 岳跃利 饰 建文帝
- 靳德茂 饰 永乐帝
- 刘长生 饰 张三丰
- 赵毅 饰 阿亮

## 歌曲
| 曲序 | 曲目                   |      | 作曲   | 演唱   |
| ---- | ---------------------- | ---- | ------ | ------ |
| 1.   | 《精忠报国》（主题曲） | 陈涛 | 张宏光 | 屠洪刚 |

## 外部連結
- 豆瓣电影上《三少爺的劍》的資料 （简体中文）
- YouTube上《三少爺的劍》在线观看 （页面存档备份，存于）
- 知乎上《三少爷的剑》霍思燕劇照 （页面存档备份，存于）